# Esgrima nos Jogos Olímpicos Intercalados de 1906

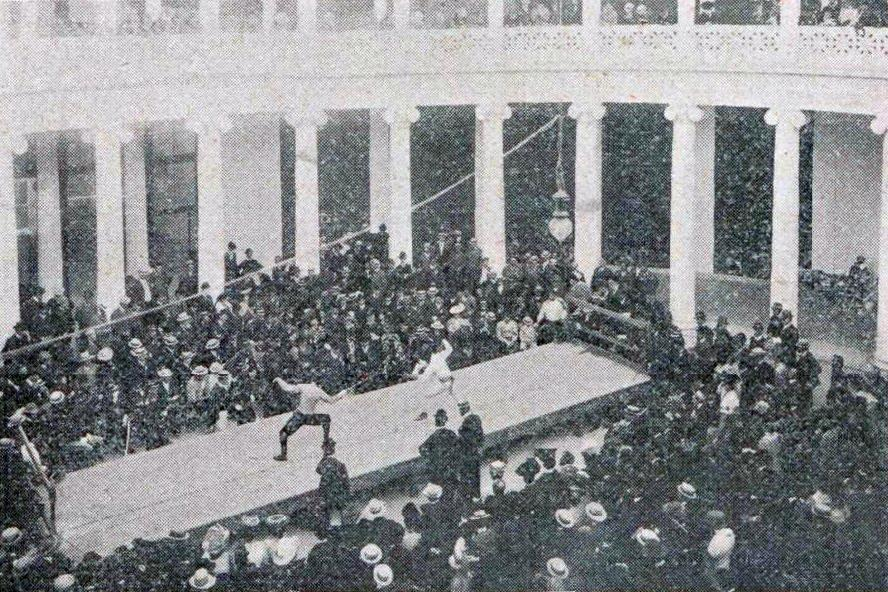
Disputa de esgrima nos Jogos Olímpicos Intercalados de 1906.

Nos Jogos Olímpicos Intercalados de 1906 em Atenas, 8 eventos da esgrima foram realizados, todos masculinos. Denominados Jogos Intercalados, a edição de 1906 não é considerada oficial pelo Comitê Olímpico Internacional.

## Medalhistas
Masculino
| Evento                    | Ouro                                                                                     | Prata                                                                                   | Bronze                                                                                           |
| ------------------------- | ---------------------------------------------------------------------------------------- | --------------------------------------------------------------------------------------- | ------------------------------------------------------------------------------------------------ |
| Florete individual        | Georges Dillon-Cavanagh · França                                                         | Gustav Casmir Alemanha                                                                  | Pierre d'Hugues · França                                                                         |
| Espada individual         | Georges de la Falaise · França                                                           | Georges Dillon-Cavanagh · França                                                        | Hendrik van Blijenburgh · Países Baixos                                                          |
| Espada masters individual | Cyrille Verbrugge · Bélgica                                                              | Carlo Gandini Itália                                                                    | Ioannis Raisis Grécia                                                                            |
| Espada por equipes        | Georges de la Falaise · Georges Dillon-Cavanagh · Cyrill Mohr · Pierre d'Hugues · França | William Grenfell Cosmo Duff-Gordon Charles Newton Robinson Edgar Seligman Grã-Bretanha  | Constant Cloquet · Fernand de Montigny · Edmond Crahay · Philippe Le Hardy de Beaulieu · Bélgica |
| Sabre individual          | Ioannis Georgiadis Grécia                                                                | Gustav Casmir Alemanha                                                                  | Federico Cesarano Itália                                                                         |
| Sabre masters individual  | Cyrille Verbrugge · Bélgica                                                              | Ioannis Raisis Grécia                                                                   | nenhum                                                                                           |
| Sabre 3 golpes individual | Gustav Casmir Alemanha                                                                   | George van Rossem · Países Baixos                                                       | Péter Tóth Hungria                                                                               |
| Sabre por equipes         | Gustav Casmir Jakob Erckrath de Bary August Petri Emil Schön Alemanha                    | Ioannis Georgiadis Menelaos Sakorafos Khristos Zorbas Triantafyllos Kordogiannis Grécia | James van Carnbee · Johannes Osten · George van Rossem · Maurits van Löben Sels · Países Baixos  |

## Quadro de medalhas
| Ordem | País          | Medalha de ouro | Medalha de prata | Medalha de bronze | Total |
| ----- | ------------- | --------------- | ---------------- | ----------------- | ----- |
| 1     | França        | 3               | 1                | 1                 | 5     |
| 2     | Alemanha      | 2               | 2                | 0                 | 4     |
| 3     | Bélgica       | 2               | 0                | 1                 | 3     |
| 4     | Grécia        | 1               | 2                | 1                 | 4     |
| 5     | Países Baixos | 0               | 1                | 2                 | 3     |
| 6     | Itália        | 0               | 1                | 1                 | 2     |
| 7     | Grã-Bretanha  | 0               | 1                | 0                 | 1     |
| 8     | Hungria       | 0               | 0                | 1                 | 3     |
|       |               |                 |                  |                   |       |
| Total | Total         | 8               | 8                | 7                 | 23    |